# Boulevard des Belges (Rouen)
Pour les articles homonymes, voir Boulevard des Belges.
Le boulevard des Belges est une voie publique de la commune française de Rouen.

## Situation et accès
Il est situé en rive droite de la Seine, dans le prolongement, légèrement désaxé, du pont Guillaume-le-Conquérant. Avec les boulevards de l'Yser, de la Marne et de Verdun (tous faisant référence à la Première Guerre mondiale), il permet de desservir le Vieux Rouen.
Rues adjacentes
- Rue Anatole-France
- Rue Duguay-Trouin
- Rue Saint-Jacques
- Rue de le Nostre
- Rue Racine
- Rue du Contrat-Social
- Avenue Gustave-Flaubert
- Rue de Crosne
- Rue du Lieu-de-Santé
- Rue Stanislas-Girardin

## Origine du nom
Il porte ce nom en hommage à l'attitude de la nation belge au début de la Première Guerre mondiale.

## Historique

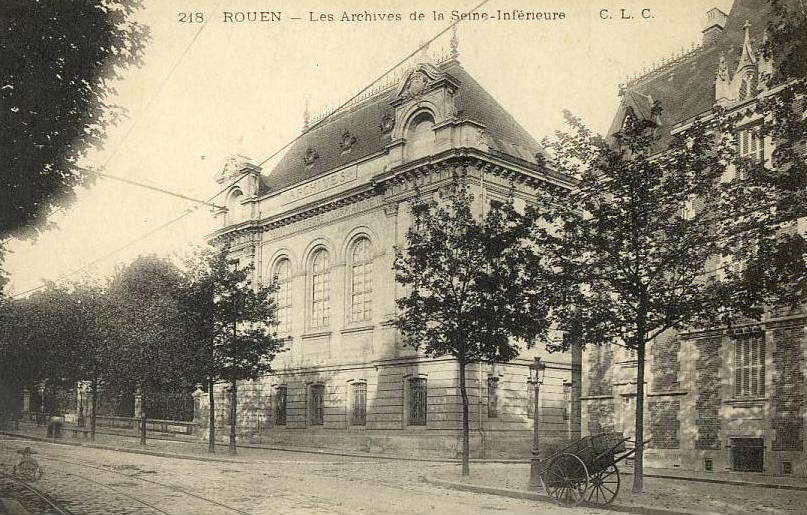
Les archives départementales de la Seine-Inférieure.

Autrefois s'y trouvaient la Préfecture de Seine-Inférieure, les Archives départementales ainsi qu'un bureau de poste.
Le boulevard fut anciennement appelé « boulevard du Vieux-Palais », puis « boulevard Cauchoise », puis renommé « boulevard des Belges » le 16 octobre 1914 par le conseil municipal.
Le boulevard est partiellement détruit par des bombardements du 27 mai au 4 juin 1944 et du 25 au 27 août 1944.
On y trouve aujourd'hui le siège des Affiches de Normandie (no 86-94). La radio France Bleu Haute-Normandie s'y trouvait au no 45 jusqu'en novembre 2010.
Le 4 mars 2010, un incendie détruit les combles d'un immeuble (no 72) à l'angle de la rue de Crosne.

## Bâtiments remarquables et lieux de mémoire
- no 29 : Georges Conrad y est mort.
- no 46 : Lucie Guérin y a vécu.
- no 47 : loué par Jean-Baptiste Rondeaux vers 1830. Habité par Alphonse Cordier vers 1880 et par Pierre Le Verdier vers 1901.
- no 49 : Vincent Cibiel (1797-1871) y a vécu ; Marie Lannelongue (1836-1906) et Alfred Cibiel (1841-1914) y sont nés. Étienne Nétien (1820-1883) y est mort. Théodore Émile Leudet y a vécu.
- no 51 : a été la propriété du maire Henry Barbet. Utilisé comme hôpital par la Croix-Rouge britannique pendant la Première Guerre mondiale.
- no 53 : loué par l'architecte Pierre Chirol en 1913.